# Cisne de plata (autómata)

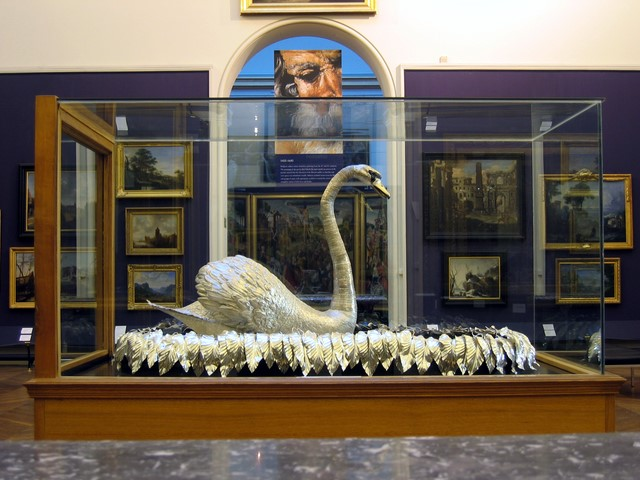
El Cisne de plata en el Museo Bowes.

El Cisne de plata es un autómata que data del siglo XVIII y se encuentra en el Museo Bowes, Barnard Castle, Teesdale, Condado de Durham, Inglaterra. Fue adquirido por John Bowes, el fundador del museo, a un joyero parisino en 1872 por 200 libras.
El cisne, a tamaño natural, es un dispositivo accionado por un mecanismo de relojería que incluye una caja de música. El cisne se aposenta sobre un «arroyo» hecho de varillas de vidrio y rodeado de hojas de plata. Se pueden ver pequeños peces plateados «nadando» en el arroyo.

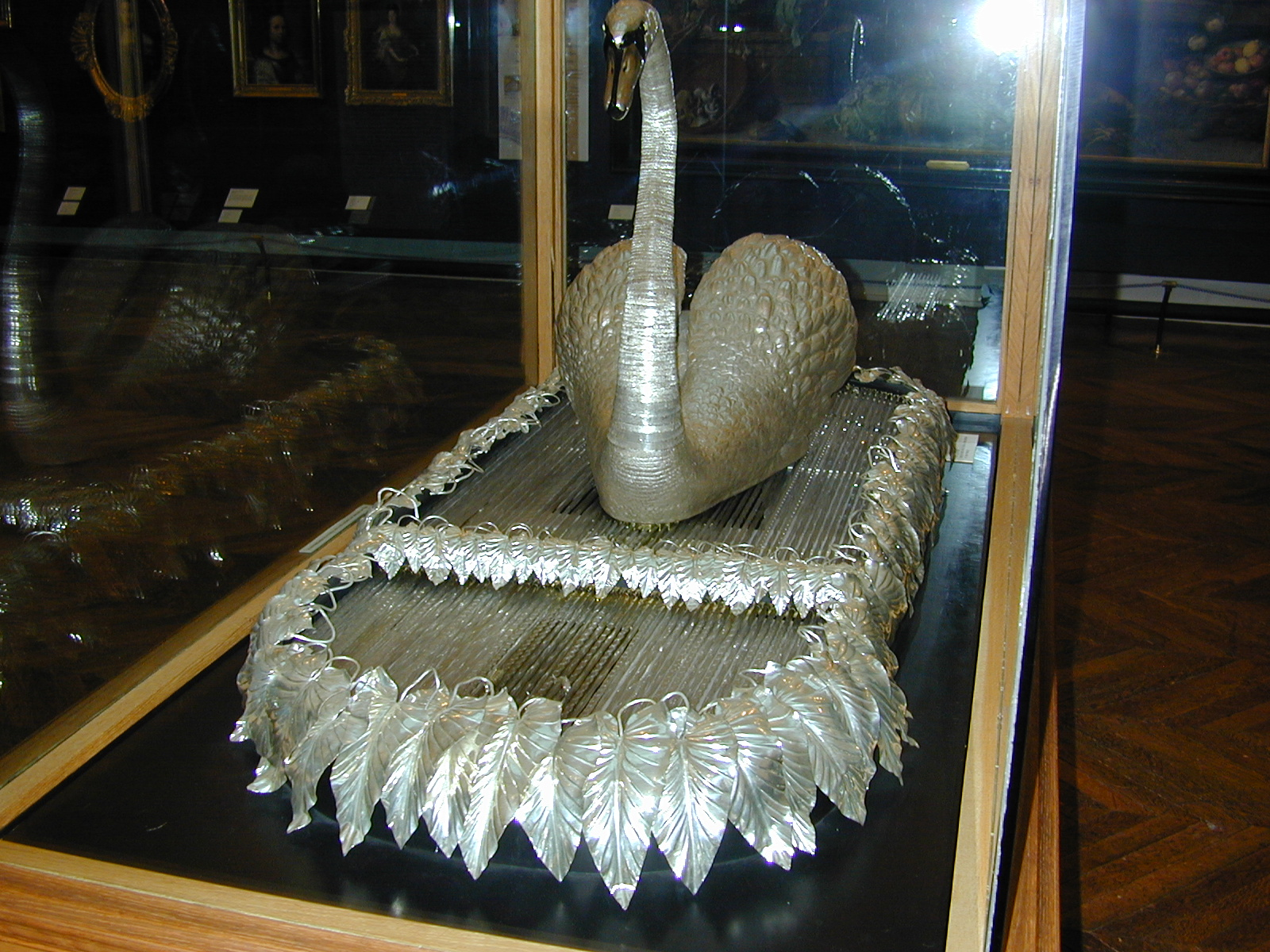
Un pequeño pez plateado puede verse en primer plano.

Cuando se da cuerda al reloj, la caja de música suena y las varillas de vidrio giran dando la ilusión de agua que fluye. El cisne gira la cabeza de un lado a otro y también se acicala. Después de unos momentos, el cisne se da cuenta de los peces que nadan y se inclina para atrapar y comer uno. La cabeza del cisne luego vuelve a la posición vertical y la actuación, que dura unos 32 segundos, termina. Para ayudar a preservar el mecanismo, el cisne solo se operaba una vez al día, a las 2 de la tarde. El museo estuvo cerrado durante 2020 y 2021 por lo que no se realizó la exhibición diaria; cuando se estaba preparando la exhibición para su reapertura en mayo de 2021, se descubrió que el mecanismo de relojería se había agarrotado y se retiró de la exhibición para su posterior conservación.
El mecanismo fue diseñado y construido por el inventor de los Países Bajos John Joseph Merlin (1735–1803) junto con el inventor londinense James Cox (1723–1800) en 1773. Fox lo exhibió en el Spring Gardens Museum que dirigía, donde era una gran atracción.
El cisne se describió en una ley del Parlamento de 1773 con 3 pies (0,91 m) de diámetro y 18 pies (5,49 m) de altura. Esto parecería indicar que en un momento hubo más en el cisne de lo que queda hoy en día, ya que ya no es tan alto. Se informa que originalmente había una cascada detrás del cisne, también de barras de vidrio móviles, que fue robada mientras estaba de gira; esto posiblemente podría explicar la altura que ahora ‘falta’.
Se sabe que el cisne se vendió varias veces y se mostró en la Exposición Universal celebrada en París en 1867. El novelista estadounidense Mark Twain observó entonces el cisne y registró en un capítulo de Innocents Abroad, que el cisne «tenía una gracia viva en su movimiento y una inteligencia viva en sus ojos».
En 2017, a partir de febrero, el cisne pasó seis semanas en el Museo de Ciencias de Londres como parte de una exposición sobre robots. En octubre de 2021, el Museo Bowes organizó una ‘Semana de estudio del cisne plateado’, dirigida por el relojero-conservador Matthew Read. Durante la semana, los visitantes pudieron ver a un grupo de especialistas desmantelar el cisne mientras exploraban la condición mecánica del objeto, antes de crear un plan de conservación para su preservación.
El Museo Bowes cree que el cisne es su artefacto más conocido y es la base del logotipo del museo.